# 3234 Hergiani
3234 Hergiani eller 1978 QO2 är en asteroid i huvudbältet som upptäcktes den 31 augusti 1978 av den rysk-sovjetiske astronomen Nikolaj Tjernych vid Krims astrofysiska observatorium på Krim. Den har fått sitt namn efter Mikhail V. Hergiani.
Asteroiden har en diameter på ungefär 13 kilometer.